# Paphia megaphylla
Paphia megaphylla är en ljungväxtart som beskrevs av P.F.Stevens. Paphia megaphylla ingår i släktet Paphia och familjen ljungväxter. Inga underarter finns listade i Catalogue of Life.